# 嘉田生崎村
嘉田生崎村（かたおざきむら）は、茨城県真壁郡にかつて存在した村である。

## 地理
- 現在の筑西市、旧下館市の南部に位置する。
- 村は小貝川西岸に位置する。
- 村域のほとんどは平地になっている。

## 歴史

### 村名の由来
嘉家佐和、飯田、西石田、野田、東榎生、西榎生、下岡崎の合成地名。

### 村域の変遷
- 1889年（明治22年）4月1日 - 町村制施行により、嘉家佐和村、飯田村、西石田村、野田村、東榎生村、西榎生村、下岡崎村が合併し真壁郡嘉田生崎村が発足。
- 1954年（昭和29年）3月15日 - 大田村・河間村・五所村・中村ととも下館町に編入。同日嘉田生崎村廃止。

## 大字
- 嘉家佐和（かげさわ）
- 飯田（いいだ）
- 西石田（にしいした）
- 野田（のだ）
- 東榎生（ひがしよのう）
- 西榎生（にしよのう）
- 下岡崎（しもおかざき）

## 人口・世帯

### 人口
総数 [単位： 人]
| 1891年（明治24年） | 2,578 |
| 1920年（大正 9年） | 2,788 |
| 1935年（昭和10年） | 2,902 |
| 1950年（昭和25年） | 3,675 |

### 世帯
総数 [単位： 世帯]
| 1920年（大正 9年） | 482 |
| 1935年（昭和10年） | 502 |
| 1950年（昭和25年） | 618 |